# دفتر امور اروپا و اوراسیا
در دولت ایالات متحده آمریکا، اداره امور اروپا و اوراسیا بخشی از وزارت امور خارجه ایالات متحده آمریکا است که متعهد به اجرای سیاست خارجی ایالات متحده و حمایت از منافع ایالات متحده در اروپا و اوراسیا است که آن را به عنوان اروپا، ترکیه، قبرس، قفقاز و روسیه تعریف می‌کند. این اداره توسط معاون وزیر امور خارجه امور اروپا و اوراسیا هدایت می‌شود. از سال ۱۹۴۹ تا ۱۹۸۳، امور اروپایی در اختیار اداره امور اروپا قرار گرفت.

## سازمان
دفاتر اداره امور اروپا و اوراسیا مستقیماً هماهنگی و نظارت بر فعالیت‌های دولت ایالات متحده در منطقه از جمله دیپلماسی سیاسی، اقتصادی، کنسولی، دیپلماسی عمومی و مسائل مربوط به مدیریت اداری را انجام می‌دهد.
- دفتر اجرایی نظارت بر منابع انسانی؛ مشترک با دفتر امور جهانی سازمان
- دفتر هماهنگ‌کننده کمک ایالات متحده به اروپا و اوراسیا - سیاست‌های هماهنگی در رابطه با اتحادیه اروپا، کمیسیون اروپا، شورای اروپایی، پارلمان اروپا و شورای اروپا
- دفتر امور قفقاز و اختلافات منطقه‌ای - مسئول ارمنستان، جمهوری آذربایجان و گرجستان و پشتیبانی از کمیساریای ایالات متحده گروه مینسک
- دفتر امور اروپا مرکزی - مسئول اتریش، بلغارستان، جمهوری چک، مجارستان، لیختن‌اشتاین، لهستان، رومانی، اسلواکی، اسلوونی و سوئیس
- دفتر امور نوردیک و بالتیک - مسئول دانمارک، استونی، فنلاند، ایسلند، لتونی، لیتوانی، نروژ و سوئد
- دفتر امور سیاست و مسائل جهانی - مسئول تشکیل سیاست و تخصص اساسی در مورد مسائل جهانی در منطقه اروپا؛ برنامه‌ریزی استراتژیک؛ و روابط کنگره ایالات متحده آمریکا
- دفتر مطبوعات و سیاست‌های تبلیغاتی - مسئول هماهنگی مشارکت عمومی و رسانه‌ای
- دفتر سیاست عمومی - مسئول هماهنگی استراتژی‌های سیاست عمومی ایالات متحده در منطقه یورو
- دفتر سیاست و امور منطقه‌ای - مسئول هماهنگی سیاست‌ها در زمینه مسائل مربوط به عدم گسترش و توسعه، مسائل هسته‌ای و استراتژیک، دفاع موشکی، کنترل تسلیحات، کمک‌های امنیتی، تحریم‌ها
- دفتر امنیت اروپا و امور سیاسی - مسئول سیاست‌های هماهنگی در مورد منافع امنیتی ایالات متحده و همچنین سیاست‌های مربوط به ناتو
- دفتر امور روسیه - مسئول روابط روسیه و ایالات متحده آمریکا
- دفتر امور اروپای مرکزی جنوبی - مسئول آلبانی، بوسنی و هرزگوین، کرواسی، کوزوو، جمهوری مقدونیه، مونته‌نگرو و صربستان
- دفتر امور اوکراین، مولداوی و بلاروس - مسئول اوکراین، مولداوی و بلاروس
- دفتر امور اروپای غربی - مسئول آندورا، بلژیک، فرانسه، آلمان، جزیره ایرلند، ایتالیا، لوکزامبورگ، مالت، موناکو، هلند، پرتغال، سان مارینو، اسپانیا، واتیکان و بریتانیا